# Viadotto Romita
Il viadotto Giuseppe Romita è un viadotto autostradale italiano, sito lungo l'autostrada A1 (strada europea E35), che valica il fiume Arno al confine tra i comuni di Laterina Pergine Valdarno e Terranuova Bracciolini.
Il viadotto è dedicato al politico Giuseppe Romita, già Ministro dei lavori pubblici, ispiratore dell'omonima legge del 1955 che diede avvio alla costruzione della rete autostradale italiana. Esso è detto anche "viadotto di Levane", dal nome della località più vicina.

## Storia
La costruzione del viadotto ebbe inizio il 10 gennaio 1962 e si concluse il 15 aprile 1964; il 3 e 4 luglio successivi fu eseguito il collaudo statico.

## Caratteristiche
Il viadotto, sito alla progressiva chilometrica 344+700 da Milano fra i caselli di Valdarno e di Arezzo, varca il fiume Arno nel punto in cui questo forma un bacino artificiale che alimenta l'impianto idroelettrico dell'Acqua Borra.
La costruzione del viadotto fu resa difficile dall'impossibilità di prevedere appoggi nel bacino idroelettrico: il progettista prescelse quindi una soluzione ad arco tricuspidale in calcestruzzo armato che sostiene 4 campate delle 11 totali, ognuna delle quali ha una lunghezza di 36 m. La lunghezza totale del viadotto è di 406 m.
Un'altra difficoltà fu rappresentata dal terreno instabile della sponda sinistra (lato Roma), che rese necessario fondare il plinto corrispondente e la pila attigua su pali di 170 cm di diametro che raggiungono profondità fino a 26 m; il plinto e la pila furono anche collegati fra loro da due puntelli interrati in calcestruzzo armato, lunghi 28 m.
L'arco, incastrato alle due estremità, ha una luce di 134 m e una freccia di 38,48 m, con uno spessore di 3,5 m all'imposta e 2,5 m in chiave.
L'impalcato, in calcestruzzo armato precompresso, ha una larghezza di 24 m. La quota stradale è a 228 m sul livello del mare, mentre il livello massimo dell'acqua nel bacino è a 167,97 m: l'autostrada corre pertanto ad un'altezza di circa 60 m sul pelo dell'acqua.